# Lúcio Pompônio Basso
Lúcio Pompônio Basso (em latim: Lucius Pomponius Bassus) foi um senador romano nomeado cônsul sufecto a partir de 9 de julho de 118 até agosto, a data na qual o novo imperador Adriano chegou em Roma, com Tito Sabínio Bárbaro. Era filho de Tito Pompônio Basso, cônsul sufecto em 94.